# Leichtathletik-Weltmeisterschaften 2019/Teilnehmer (Israel)
| Gelbes Symbol für Goldmedaillen mit stilisierten Olympischen Ringen | Graues Symbol für Silbermedaillen mit stilisierten Olympischen Ringen | Braundes Symbol für Bronzemedaillen mit stilisierten Olympischen Ringen |
| ------------------------------------------------------------------- | --------------------------------------------------------------------- | ----------------------------------------------------------------------- |
| —                                                                   | —                                                                     | —                                                                       |

Der Leichtathletikverband von Israel nahm an den Leichtathletik-Weltmeisterschaften 2019 in Doha teil. Sechs Athletinnen und Athleten wurden vom israelischen Verband nominiert. Die drei männlichen Marathonläufer standen allesamt trotz Nominierung nicht auf der offiziellen Startliste.

## Ergebnisse

### Frauen

#### Laufdisziplinen
| Athletin               | Disziplin        | Vorlauf     | Vorlauf | Halbfinale | Halbfinale | Finale | Finale |
| Athletin               | Disziplin        | Zeit        | Platz   | Zeit       | Platz      | Zeit   | Platz  |
| ---------------------- | ---------------- | ----------- | ------- | ---------- | ---------- | ------ | ------ |
| Diana Vaisman          | 100 m            | 11,39 s     | 30      | DNQ        | DNQ        | –      | –      |
| Lonah Chemtai Salpeter | Marathon         |             |         |            |            | DNF    | DNF    |
| Adva Cohen             | 3000 m Hindernis | 9:42,92 min | 24      |            |            | DNQ    | DNQ    |

### Männer

#### Laufdisziplinen
| Athlet       | Disziplin | Vorlauf              | Vorlauf              | Halbfinale           | Halbfinale           | Finale               | Finale               |
| Athlet       | Disziplin | Zeit                 | Platz                | Zeit                 | Platz                | Zeit                 | Platz                |
| ------------ | --------- | -------------------- | -------------------- | -------------------- | -------------------- | -------------------- | -------------------- |
| Haimro Alame | Marathon  | nicht auf Startliste | nicht auf Startliste | nicht auf Startliste | nicht auf Startliste | nicht auf Startliste | nicht auf Startliste |
| Girmaw Amare | Marathon  | nicht auf Startliste | nicht auf Startliste | nicht auf Startliste | nicht auf Startliste | nicht auf Startliste | nicht auf Startliste |
| Maru Teferi  | Marathon  | nicht auf Startliste | nicht auf Startliste | nicht auf Startliste | nicht auf Startliste | nicht auf Startliste | nicht auf Startliste |